# Валага Ніна Никифорівна
Ні́на Ники́форівна Вала́га (нар. 27 грудня 1927, село Потоки Кременчуцького округу, тепер Кременчуцького району Полтавської області — 24 липня 1966, місто Дрогобич) — український радянський діяч, слюсар-приладист. Член Ревізійної комісії Комуністичної партії України в 1960—1966 роках, депутат Верховної Ради Української РСР 5-го і 6-го скликань.

## Біографічні відомості
Народилася у родині робітника. У п'ятирічному віці залишилася без батьків, які померли в часи Голодомору. Виховувалася у дитячому будинку, де й закінчила восьмирічну школу.
У 1946 році поступила на навчання в Бакинський енергомашинобудівний технікум, який успішно закінчила в 1949 році. 
У 1949 році Міністерство нафтової промисловості СРСР скерувало її на роботу слюсарем-монтером цеху контрольно-вимірювальних приладів по переробці нафти Дрогобицького нафтопереробного заводу № 1. Працювала слюсарем-приладистом, старшим приладистом, майстром цеху контрольно-вимірювальних приладів Дрогобицького першого нафтопереробного заводу виробничого об'єднання «Дрогобичнафтопереробка» (Дрогобич Львівської області). Автор багатьох раціоналізаторських пропозицій, новатор виробництва, передова радянська робітниця. 
Член КПРС з 1952 року. Тричі — на XXI (16—19 лютого 1960 року), XXII (27—30 вересня 1961 року) та XXIII (15—18 березня 1966 року) з'їздах Компартії України — Ніну Валагу обирали членом Ревізійної комісії КПУ.
Двічі — 1959 та 1963 року — обиралася депутатом Верховної Ради УРСР. Брала участь в обговоренні важливих питань. Так, 17 липня 1963 року виступила в обговоренні доповіді про стан і заходи щодо подальшого поліпшення використання та збереження житлового фонду в Українській РСР.
Померла 24 (за іншими даними — 25) липня 1966 року після важкої тривалої хвороби. Похована 26 липня 1966 року в місті Дрогобичі на цвинтарі по вулиці Трускавецькій.

## Нагороди
- Орден «Знак Пошани» (19.03.1959)
- Почесна грамота Президії Верховної Ради Української РСР (24.06.1966)
- медалі